# ويليام ر. ميلر
ويليام ر. ميلر (بالإنجليزية: William R. Miller)‏ هو مهندس معماري أمريكي، ولد في 1866 في دورهام في الولايات المتحدة، وتوفي في 1929.